# Kuoka
Kratkorepi valabi ili kuoka (latinski: Setonix brachyurus) sisavac je koji pripada porodici Macropodidae. Kuoka je jedini član roda Setonix. Po veličini približni su domaćim mačkama. Kao i drugi tobolčari poput klokana i valabija, kuoke su biljožderi te su uglavnom noćne životinje. Australski su endem. 

## Opis
Kuoke teže 2,5 – 5 kg. Duljina tijela iznosi 40 – 54 cm, a duljina repa 25 – 30 cm. Zdepaste su građe, imaju dobro razvijene stražnje noge, zaobljene uši te kratku široku glavu. Iako izgledaju kao mali klokani, kuoke se mogu penjati po malim stablima i grmlju visokog do 1,5 m. Prosječna životna dob jedinke iznosi 10 godina. Noćne su životinje; tijekom dana spavaju u biljci Acanthocarpus preissii čije bodlje koriste za zaštitu i skrivanje.
Kuoke imaju promiskuitetan sustav parenja. Nakon mjesec dana gestacije, ženke rađaju jedno mladunče. Ženke mogu rađati dvaput godišnje te tijekom svog života rađaju oko 17 mladih. Mladunče živi šest mjeseci u majčinom tobolcu. Nakon što prestanu živjeti u tobolcu, mladunčad je još dva mjeseca ovisna o majčinom mlijeku. Nakon osmog mjeseca života mladunča prestaju biti ovisni o majčinom mlijeku. Ženke spolno sazrijevaju nakon otprilike 18 mjeseci.  Kada predator progoni majku s mladuncem u tobolcu, ona može izbaciti svoje mladunče na tlo. Mladunče tada proizvodi zvukove koji mogu odvući pozornost predatora od majke koja je tada u bijegu.

## Otkriće i ime
Kuoku je prvi opisao nizozemski moreplovac Samuel Volckertzoon koji je 1658. godine pisao o susretu s „divljom mačkom” na otoku Rottnestu. Godine 1696. nizozemski moreplovac Willem de Vlamingh zamijenio je kuoke za divovske štakore. Taj je otok nazvao 't Eylandt 't Rottenest što na nizozemskom znači „gnijezdo štakora”.
Riječ kuoka dolazi od neke riječi iz nyunga jezika, koja je vjerojatno bila gwanga.

## Vanjske poveznice
- | Logotip Zajedničkog poslužitelja | Zajednički poslužitelj ima još gradiva o temi Quokka |
- | Logotip Wikivrsta | Wikivrste imaju podatke o taksonu Setonix brachyurus |